# آرثر يونغ (لاعب كرة قدم بريطاني)
آرثر يونغ (بالإنجليزية: Arthur Young)‏ (1886 - ) هو لاعب كرة قدم بريطاني في مركز الهجوم. لعب مع مانشستر يونايتد.